# Кшама
Кшама (от санскр. Kshamâ = «терпение») — в индийской мифологии жена мудреца Пулахи, принесшая ему трёх или четырёх сыновей.
«Вишну-пурана» называет трёх сыновей — Кардама, Урвариван, Сахишну («терпеливый», «снисходительный»); а «Агни-пурана» говорит и о другом сыне Кашмы и Пулахи — Кармашрештха.
«Махабхарата» повествует, что именно от Пулахи произошли антилопы, львы, тигры и кимпуруши (мифические существа); согласно другим источникам — также пишачи, бабочки и волки.